# Jonathan Gandelsman
Jonathan „Johnny“ Gandelsman (* 1978) ist ein russischer Geiger.
Gandelsman war in Russland Violinschüler von Maya Glesarova. 1990 emigrierte er nach Israel und ging von dort aus in die USA, wo er am Curtis Institute of Music studierte. Er trat als Solist u. a. mit dem New York Philharmonic Orchestra, dem Israel Philharmonic Orchestra, dem Chicago Symphony Orchestra, den Wiener Philharmonikern, dem Orchestra di Maggio di Fiorentina, dem Orchestra de Padova e del Veneto, dem Polnischen Rundfunkorchester und dem Jerusalem Symphony Orchestra unter Leitung von Dirigenten wie David Zinman, Zubin Mehta, Yehudi Menuhin, Shlomo Mintz, Daniel Oren, David Alan Miller, Miguel Harth-Bedoya, Larry Rachleff, David Shallon, Paolo Olmi, Aldo Ceccato, Leopold Hager und Tadeusz Strugała auf.
Zu den Solisten, mit denen er zusammenarbeitete, zählen Osvaldo Golijov, Suzanne Vega, James Levine, Alim Qasimov und Fargana Qasimova, Martin Hayes, Christina Courtin, Jenny Scheinman sowie die Dance Company von Mark Morris. Er gab Konzerte mit Nigel Kennedy und nahm mit ihm Werke von Bach und Bartók auf. Zwischen 1998 und 2002 trat er mit dem Dirigenten James Levine und den Cellisten Lynn Harrell und Frans Helmerson beim Verbier Festival in der Schweiz auf. Daneben war er zwischen 1997 und 2001 Konzertmeister in David Goodmans Wild Ginger Philharmonic, der auch Nicholas Cords, Colin Jacobsen und Eric Jacobsen angehörten.
Seit 2000 ist Gandelsman Mitglied des Silk Road Ensemble von Yo-Yo Ma. Er wirkte an dessen Alben Off the Map, New Impossibilities und Beyond the Horizon mit und nahm an den Konzerttourneen des Ensembles durch die USA, Europa und Asien teil. Mit Max Treitler begann Gandelsman in New York 2003 die Veranstaltungsreihe In a Circle, in der neben westlicher klassischer Musik Rock, Folk, Bluegrass und asiatische Musik aufgeführt wird und Werke visueller Künstler wie Mary Frank, Kevork Mourad, Lennie Peterson und Guillermo Resto gezeigt wurden.
2024 erhielt Gandelsman eine MacArthur Fellowship.